# Żurawie o poranku
Żurawie o poranku (inne tytuły: Sejm żurawi, Stado żurawi o świcie, Żurawie, Żurawie w obłokach) – ostatni, nieukończony obraz olejny autorstwa Józefa Chełmońskiego, malowany w 1913 roku.

## Historia
Ostatni okres twórczości malarskiej Józefa Chełmońskiego cechuje zainteresowanie pejzażem i zwierzętami kosztem przedstawień ludzi; artysta po blisko czterdziestu latach od namalowania dwóch wersji Żurawi powrócił do malowania tych ptaków – obraz Świt. Królestwo ptaków powstał w 1906 roku, Powitanie słońca. Żurawie w 1910 roku, a ostatnie dzieło pt. Żurawie o poranku pozostało nieukończone, gdyż artysta doznał ataku apopleksji z początkiem 1914 roku, a ostatecznie pracę nad nim przerwała śmierć malarza. Chełmoński zbierał do niego materiały na Polesiu, we wsi Porzecze w 1913 roku.
Obraz był własnością spadkobierców artysty do 1998 roku, znajdował się w Janowicach, a następnie w Warszawie w posiadaniu córki malarza, Marii Łoskowskiej. Muzeum Narodowe w Warszawie nie było zainteresowane zakupem obrazu za 80 000 zł w listopadzie 1956 roku od wnuczki artysty, Izabeli Danuty Twardowskiej. Obraz został sprzedany w domu aukcyjnym Agra-Art poza aukcją w czerwcu 1998 roku i pozostaje własnością prywatną. Dzieło było eksponowane w Pałacu Prezydenckim w Warszawie podczas prezydentury Aleksandra Kwaśniewskiego.

## Charakterystyka
Obraz namalowany techniką olejną na płótnie o wymiarach 102,5 na 180 cm; sygnowany w lewym dolnym rogu: JÓZEF CHEŁMOŃSKI | 1913. Dzieło przedstawia stado żurawi.